# Honoré Daumier

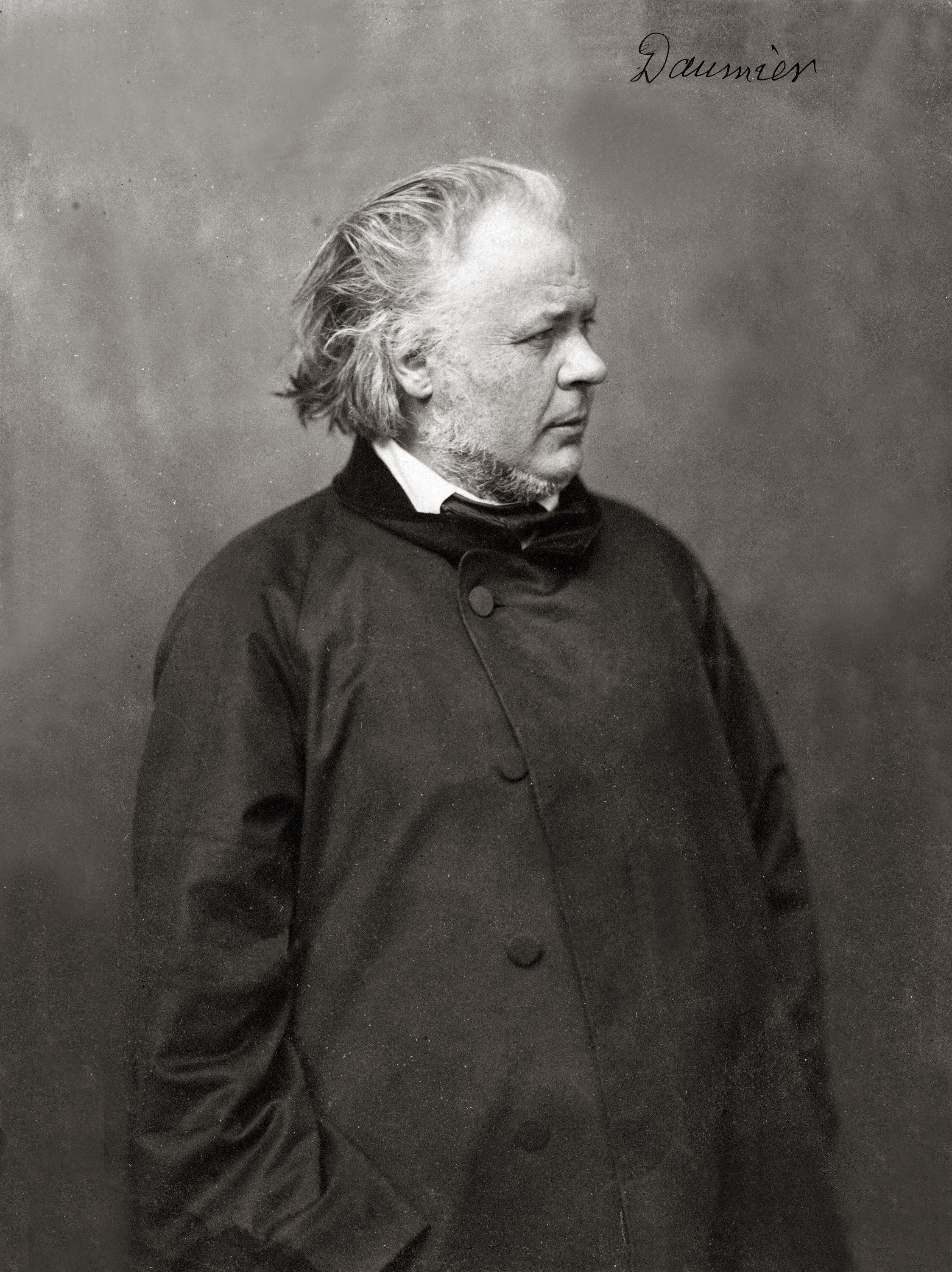
Foto de Honoré Daumier, por Félix Nadar.

Honoré-Victorien Daumier (26 de fevereiro de 1808, Marselha – 10 de fevereiro de 1879, Valmondois), foi um caricaturista, chargista, pintor e ilustrador francês. Ele foi conhecido em seu tempo como o "Michelangelo da caricatura". Atualmente ele também é considerado um dos mestres da litografia e um dos pioneiros do naturalismo.

## Carreira
Daumier mudou-se com os pais de Marselha para Paris em 1816. A mudança atendia às ambições do pai, que embora fosse mestre em vitrais queria seguir a carreira de poeta. O adolescente Daumier trabalhava como empregado de um funcionário da justiça e como auxiliar de um contador. Nessa época começou a se interessar pelas artes plásticas. Ia com certa frequência ao Museu do Louvre, onde ficava admirando e estudando as valiosas coleções. Em 1822 teve aulas no ateliê de Lenoir, um ex-aluno de David. Também estudou profundamente as obras de Rubens e Ticiano.
Suas primeiras litografias datam de 1820, quando Daumier estava empregado como ilustrador em diferentes centros gráficos da cidade. Sua caricatura Gargântua, que ridicularizava o rei Luís Filipe, custou-lhe seis meses de prisão em 1831. Privado da liberdade, o ilustrador matava o tempo retratando os presos. Já em liberdade, assinou um contrato com a revista La Caricature e mais tarde com a célebre Le Charivari.
São conhecidas mais de 4 000 litografias de Daumier. De fato, ele foi um dos litógrafos mais especializados. Nelas reproduziu uma visão crítica, às vezes irônica, às vezes direta e certeira, dos acontecimentos de sua época. Seu estilo é dinâmico e jovial. Com uma linha, Daumier podia redefinir um conceito psicológico, como no Ratapoil (1850).
Depois de dominar a técnica da litografia, Daumier trabalhou como ilustrador para publicidade e o mercado editorial, influenciado pelo estilo de Charlet. Ele desenvolveu a linguagem da charge e da caricatura, caracterizada pela crítica social e política.
Já sua pintura é completamente diferente. A paleta de cores se simplifica nos tons ocre e terra. Os temas são artistas em desgraça e crianças na miséria, algo que o mobilizava de maneira singular. No entanto, seus quadros não visam à emoção gratuita; seus personagens conservam o tempo todo a dignidade humana.

## Obras
- Carruagem de Terceira Classe

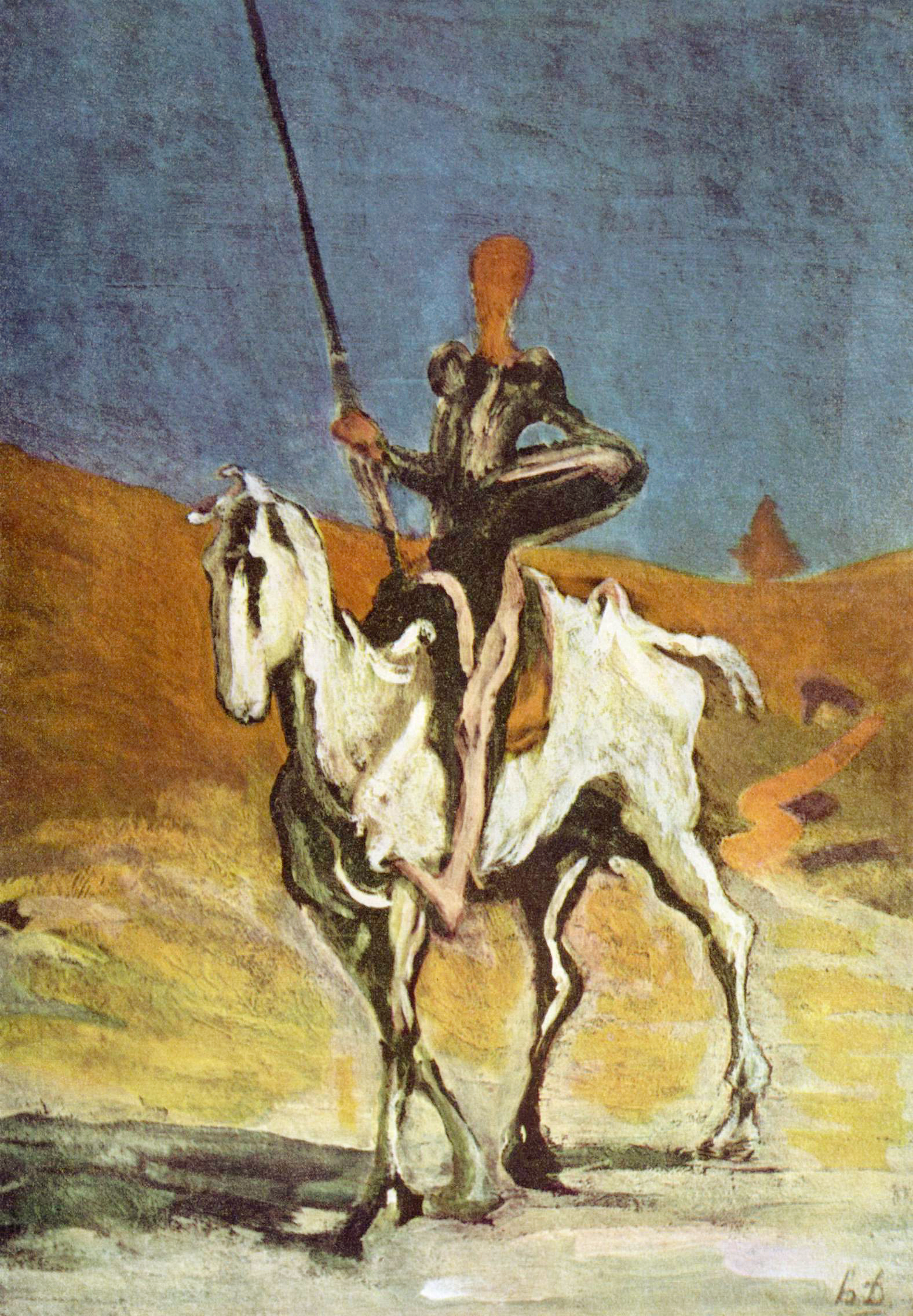
Dom Quixote, Nova Pinacoteca
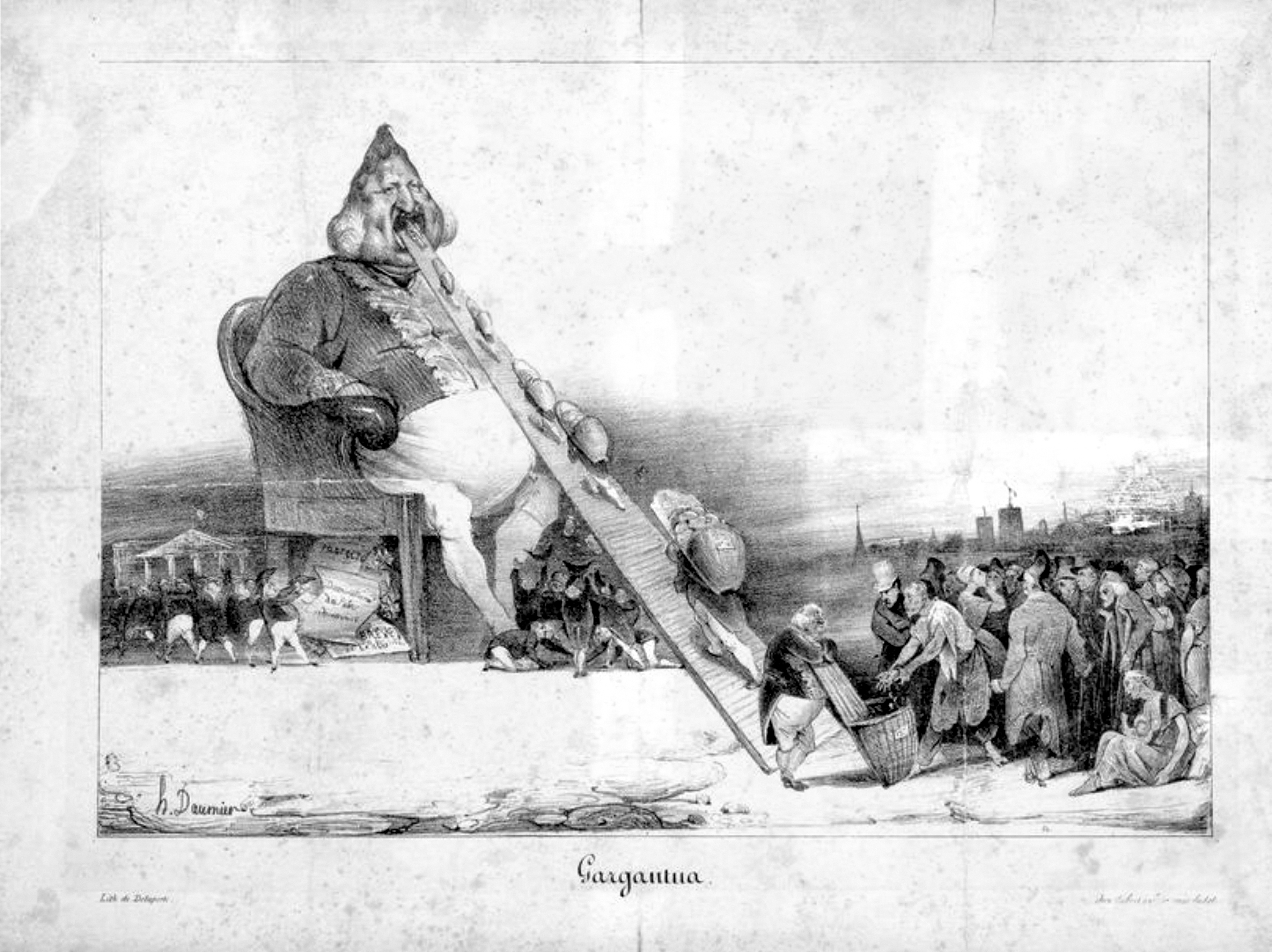
"Gargantua". Por causa dessa charge, do Rei da França como Gargantua, Daumier ficou preso seis meses no Ste Pelagic em 1832. litografia, 1831.
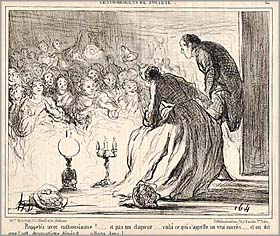
Les Comediens de Société. Litografia publicada em Le Charivari, 1858.
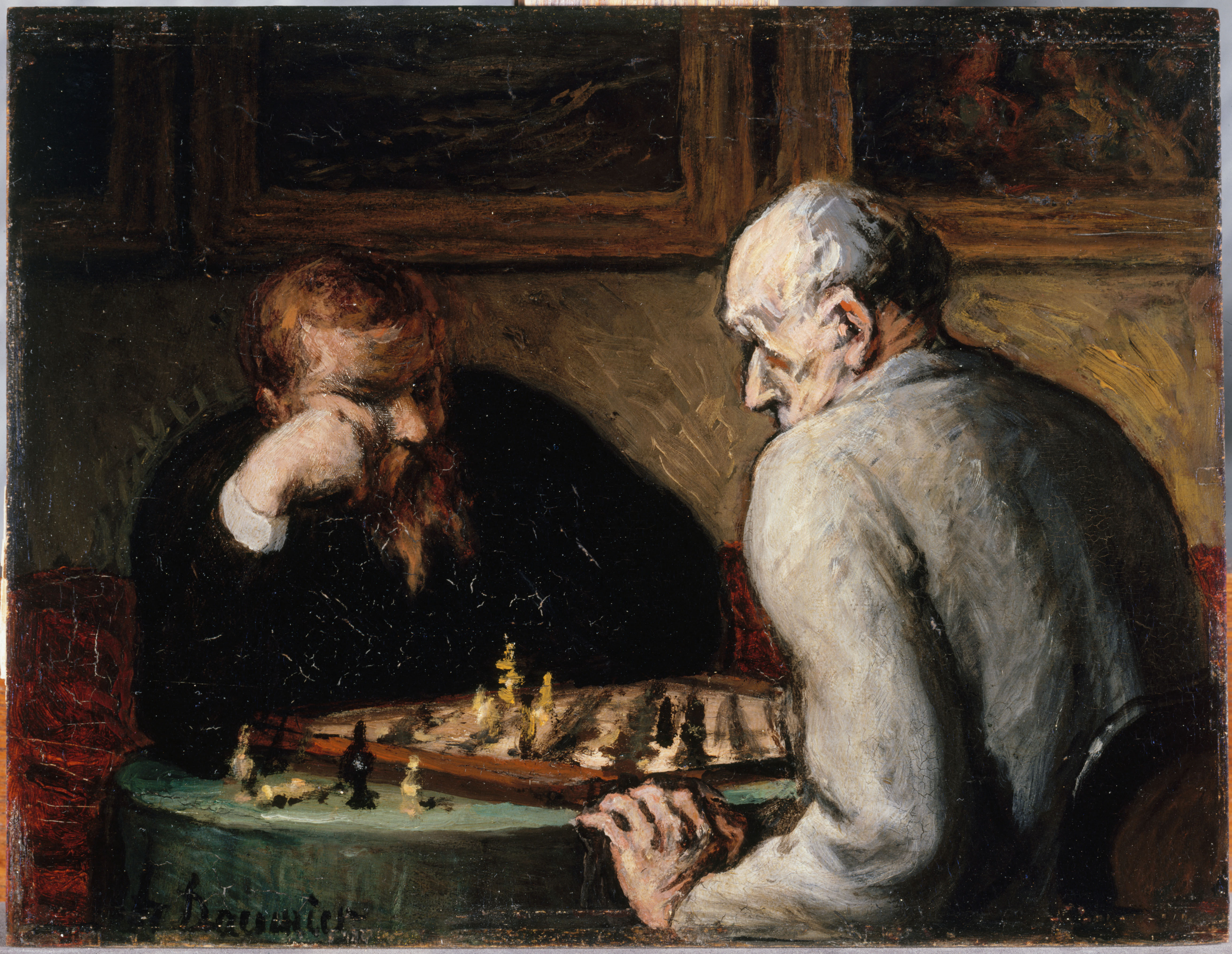
Les Joueurs d'échecs (os jogadores de xadrez), 1863.
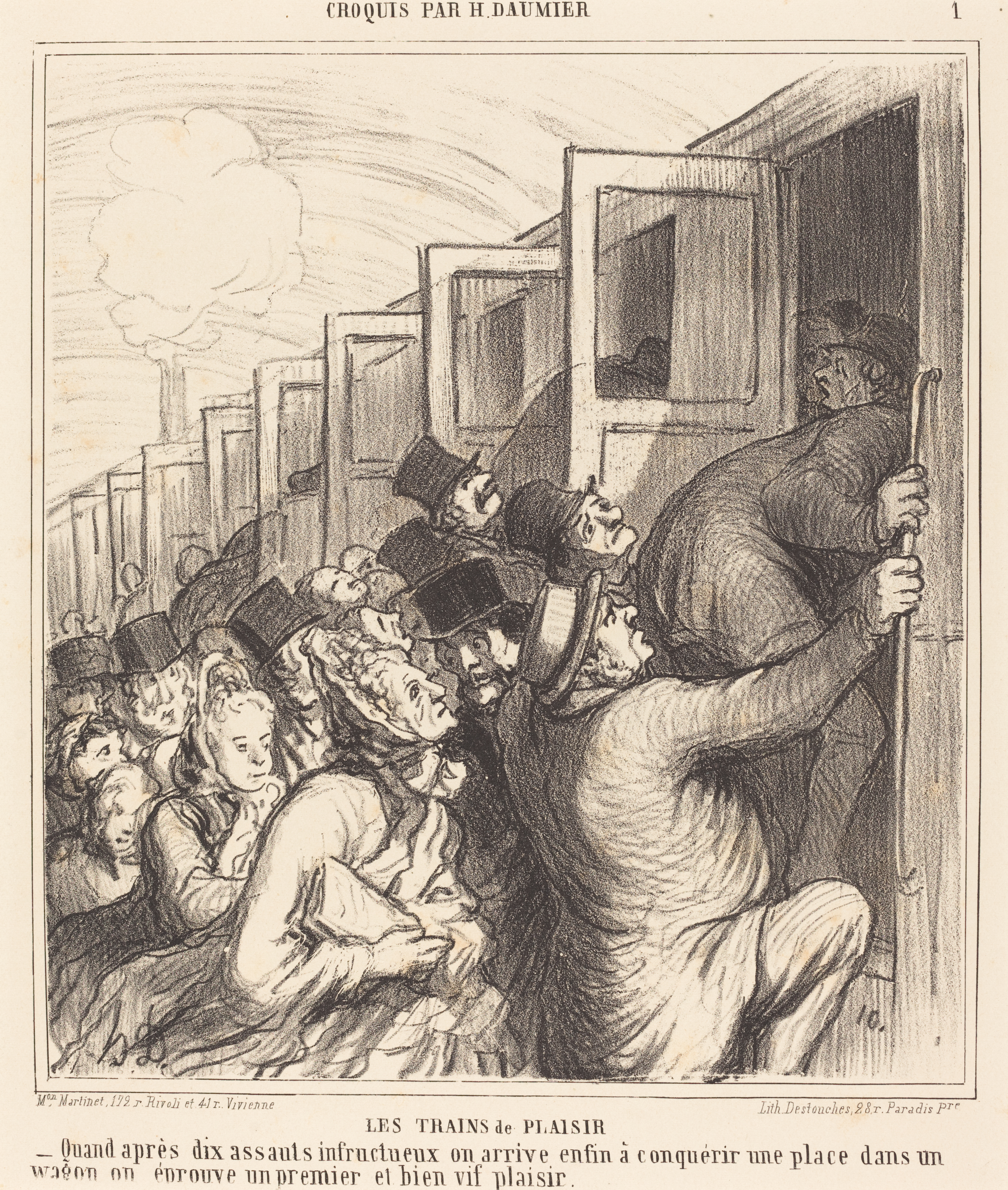
Les Trains de Plaisir (os trens do prazer). Lithograph published in Le Charivari, 1864.
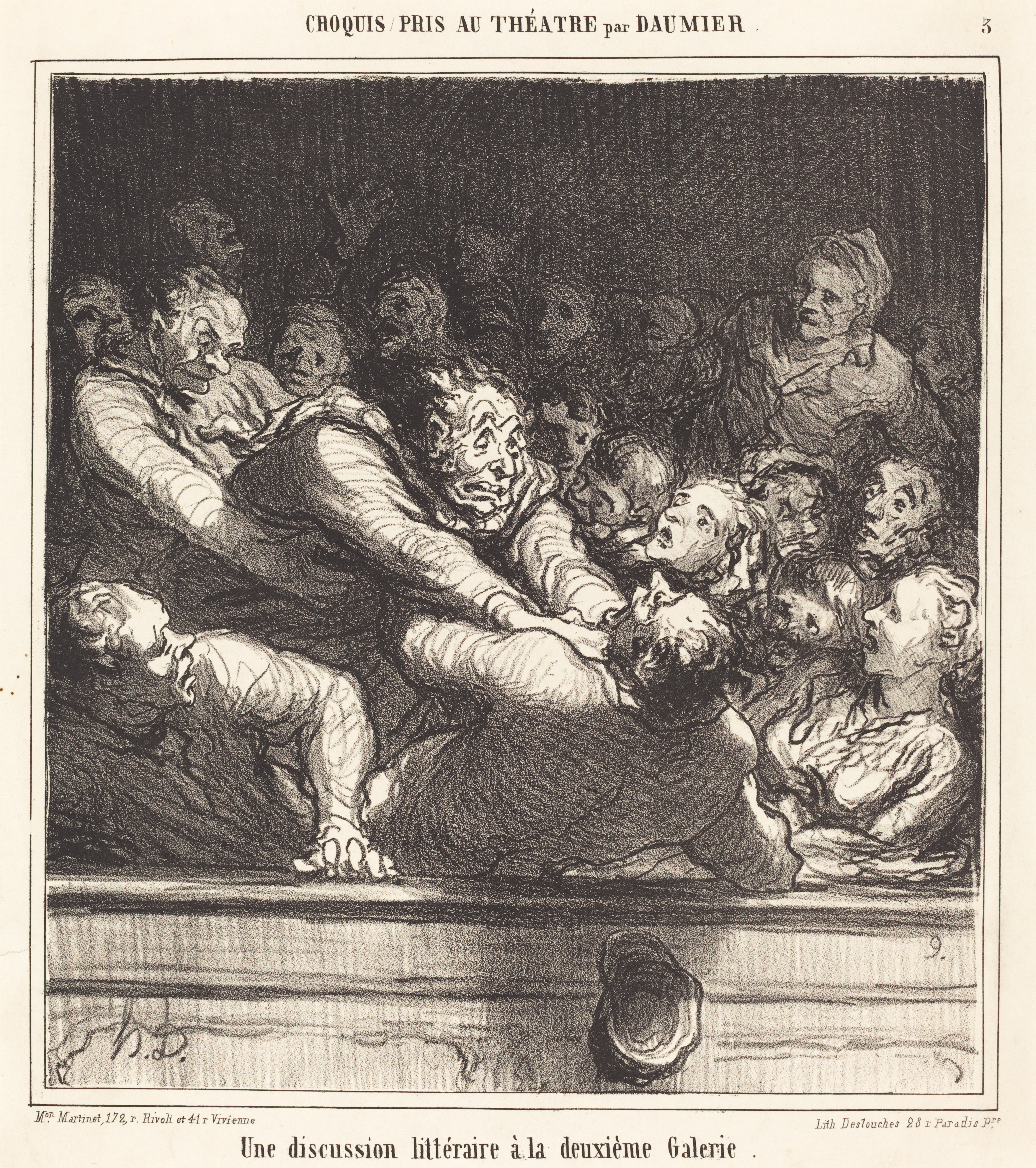
Une discussion littéraire à la deuxième Galerie. Litografia publicada em Le Charivari, 1864.
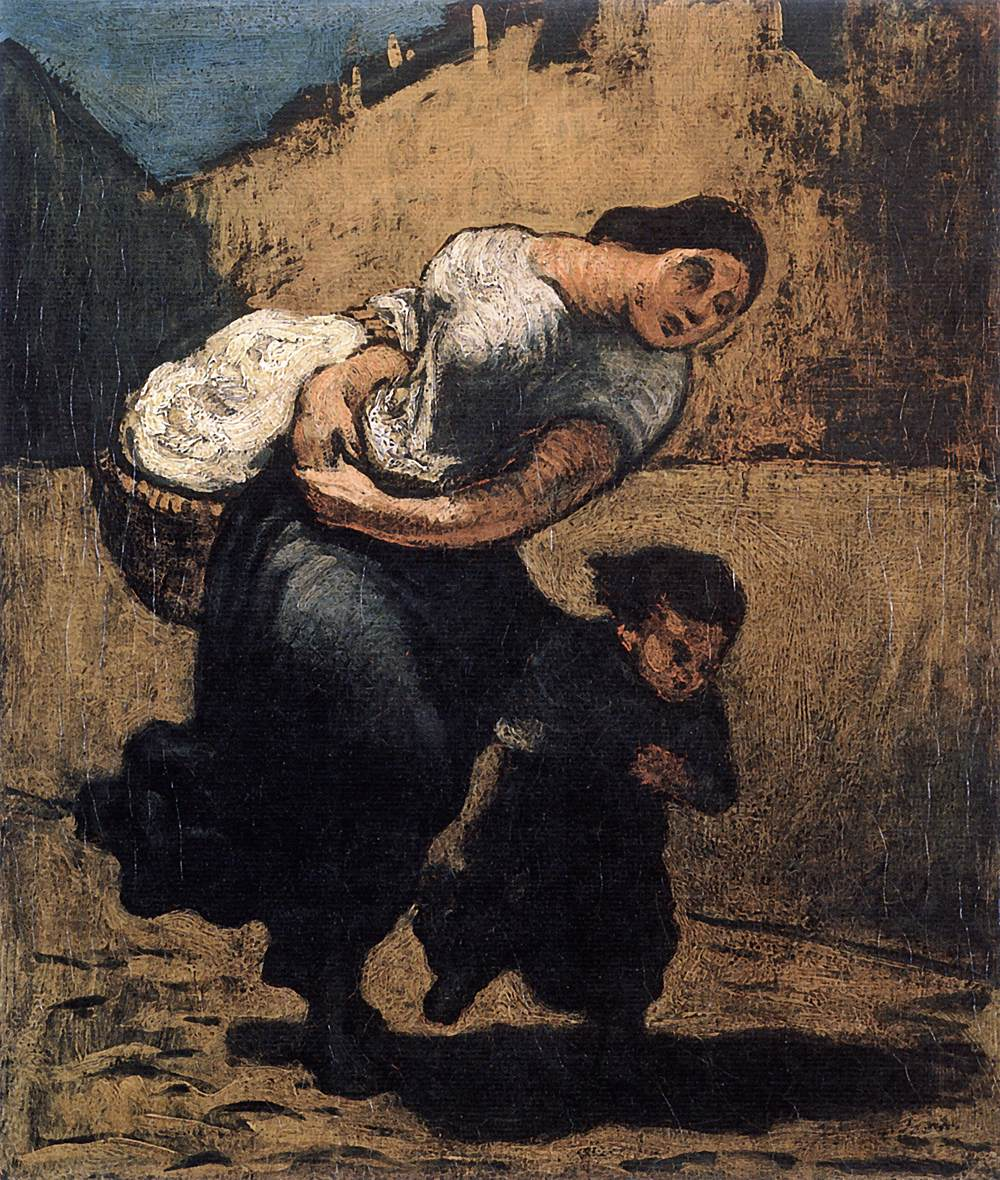
A Lavadeira.
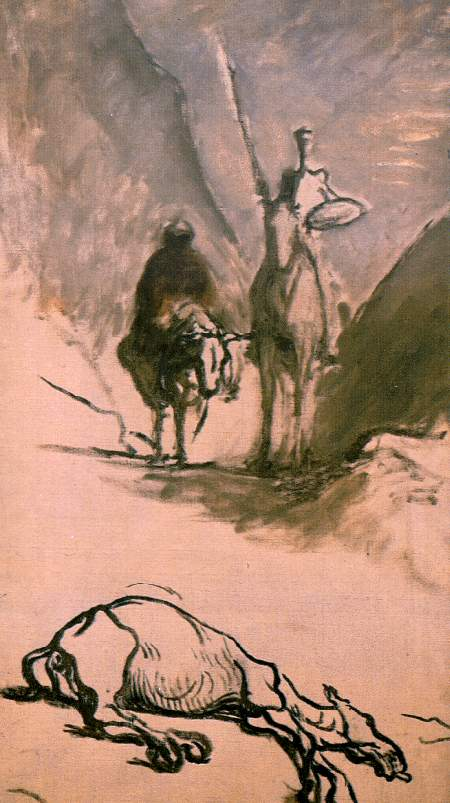
Dom Quixote e Sancho Pança.
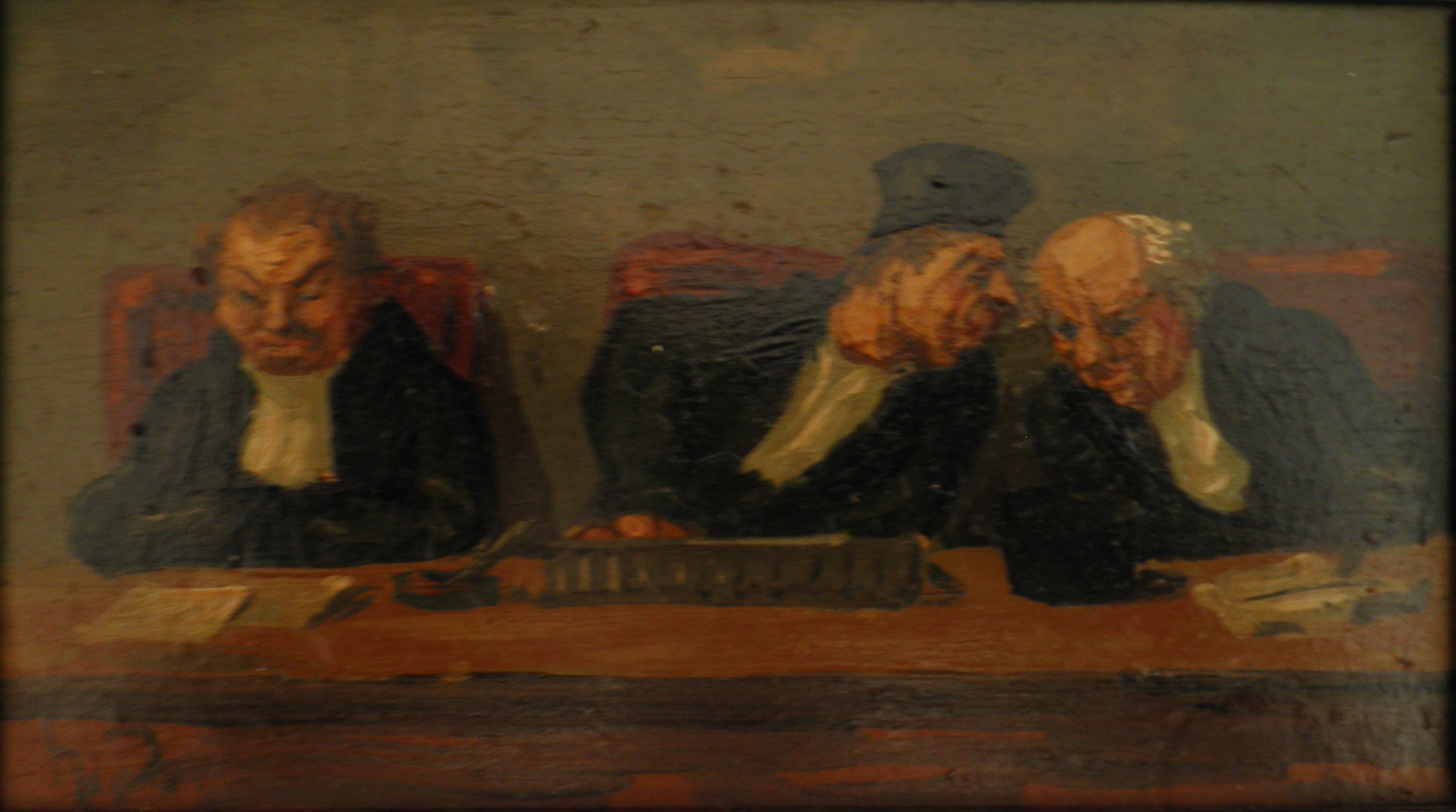
Trois juges en séance.